# Сангличский язык
Сангличский язык (сангличи) — иранский язык, распространён в Афганистане и Таджикистане в долине реки Санглич. Общее число говорящих — 1 500 человек (1312 человек в 1996 году). Родственен ишкашимскому языку. В классификации SIL Ethnologue объединён с ишкашимским. В. С. Соколова считала сангличский диалектом ишкашимского.